# Igeli oszlop
Az igeli oszlop a Mosel-menti Igel faluban az egyedüli olyan föld feletti ókori síremlék, amely az Alpoktól északra eredeti helyén fennmaradt. A Római Birodalom bukása utáni rombolást úgy kerülte el, hogy a középkorban a déli oldalon levő képet Constantius Chlorus és Flavia Iulia Helena (I. Constantinus szülei) egybekelésének tartották.
A 23 méter magas emlékművet 250 körül a Lucius Secundinius Aventinus és Lucius Secundinius testvérpár állíttatta saját maguknak és meghalt hozzátartozóiknak. Az oszlopon a kendőkereskedők mindennapi életéből és a mitológiából vett jelenetek láthatóak. Az eredetileg színesre festett  emlékműnek a rendeltetése a család halottaira való emlékeztetésen kívül az volt, hogy a Secundiniusok Trier városban levő kendőüzletét reklámozza. Az oszlop korhű színekkel elkészített modellje a trieri Rajnai Tartományi Múzeumban található. 
Az emlékmű csúcsát egy kiterjesztett szárnyú sas díszíti. A sast az időjárás eléggé megrongálta, így ma már nehezen felismerhető. A falu neve a sas latin megnevezéséből (aquila) származik. 
Az igeli oszlopot az UNESCO 1986-ban felvette a világörökség listájára Trier római kori műemlékeivel együtt. Földrajzi koordinátái: é. sz. 49° 42′ 33″, k. h. 6° 32′ 58″49.709167°N 6.549444°E

## Fordítás
- Ez a szócikk részben vagy egészben  az   Igeler Säule című német Wikipédia-szócikk ezen változatának fordításán alapul.  Az eredeti cikk szerkesztőit annak laptörténete sorolja fel. Ez a jelzés csupán a megfogalmazás eredetét és a szerzői jogokat jelzi, nem szolgál a cikkben szereplő információk forrásmegjelöléseként.

## Külső hivatkozások
- Igel község honlapja